# The Reformed Outlaw
The Reformed Outlaw est un film muet américain réalisé par Thomas H. Ince et sorti en 1912.

## Fiche technique
- Réalisation : Thomas H. Ince
- Durée : 10 minutes
- Date de sortie :
  - États-Unis : 6 août 1912

## Distribution
- Francis Ford